# Alessio de Marchis
Alessio de Marchis ou il Marchis (Naples, 1684 - Urbino 1752), est un peintre italien du début du XVIIIe siècle, qui fut actif surtout à Rome et à Urbino, principalement comme paysagiste.

## Biographie
Alessio de Marchis est né à Naples en 1684 et a commencé sa carrière à 17 ans à Rome, où il s'est formé dans l'atelier de Rosa da Tivoli.
En 1715, il peint plusieurs salles du palais Ruspoli, mais les fresques ont été perdues. En 1726, il est emprisonné au Château Saint-Ange, probablement parce qu'il a provoqué un incendie pour le peindre de manière plus réaliste, mais grâce à l'intervention du cardinal Annibale Albani, il est libéré le 5 mai 1728. Sous la protection du cardinal, il se rend à Urbino, où il peint une partie du palais Albani (it).
Il est également actif à Pérouse, où il peint une partie de la chapelle du Collège grégorien en 1739 et une salle du palais des Prieurs en 1748.
Il meurt en 1752, probablement en août, à Urbino.
Il est le maître de son fils, Eugenio De Marchis, actif à Pérouse.

Paysage avec un tholos, Nationalmuseum, Stockholm